# جيمي وايلد
جيمي وايلد (24 سبتمبر 1904 في المملكة المتحدة - 18 يونيو 1976) (بالإنجليزية: Jimmy Wilde)‏ هو جندي ولاعب كرة قدم بريطاني (وحمل سابقاً جنسية المملكة المتحدة لبريطانيا العظمى وأيرلندا) في مركز الدفاع. لعب مع كريستال بالاس.